# Kanał Łączański
Kanał Łączański (także Kanał Łączany-Skawina) – żeglowny kanał wodny długości 15,7 km, poprowadzony równolegle do Wisły, łączący Łączany ze Skawiną. Wybudowany został w latach 1955–1958. Zaprojektowano go, by doprowadzał wodę do elektrowni w Skawinie oraz służył do przemieszczania wzdłuż niego obiektów pływających, o nośności do 600 ton. Kanał Łączany-Skawina obecnie nie utrzymuje już dawnych parametrów, gdyż zwężony jest rozplenionymi wodorostami. Zgodnie z Rozporządzeniem Rady Ministrów z 2002 r. ws. klasyfikacji śródlądowych dróg wodnych, Kanał Łączański przypisaną ma klasę żeglugową II.
Kanał Łączany-Skawina był elementem tzw. Drogi Wodnej Górnej Wisły. Na kanale znajduje się śluza w Borku Szlacheckim. Jej długość to 85 m, szerokość 12 m, spiętrzenie 12 m (najwyższe w Polsce). Czas śluzowania w górę i dół zajmuje 45 min. Kanał należy do Zespołu Obiektów Hydrotechnicznych Łączany-Skawina. Aktywnie funkcjonuje na jego wodach klub kajakowy.